# Tokyo-Ga
Pour plus de détails, voir Fiche technique et Distribution.
Tokyo-Ga est un documentaire allemand écrit et réalisé par Wim Wenders. Tourné en 1983, monté en 1984, le film est sorti en 1985.
Les première et dernière séquences montrent des extraits du film Voyage à Tokyo (1953) de Yasujirō Ozu, réalisateur japonais auquel est consacré Tokyo-Ga.
Le documentaire, tourné à Tokyo dans sa totalité, explore le monde du réalisateur japonais Yasujirō Ozu.

## Synopsis

### Sections

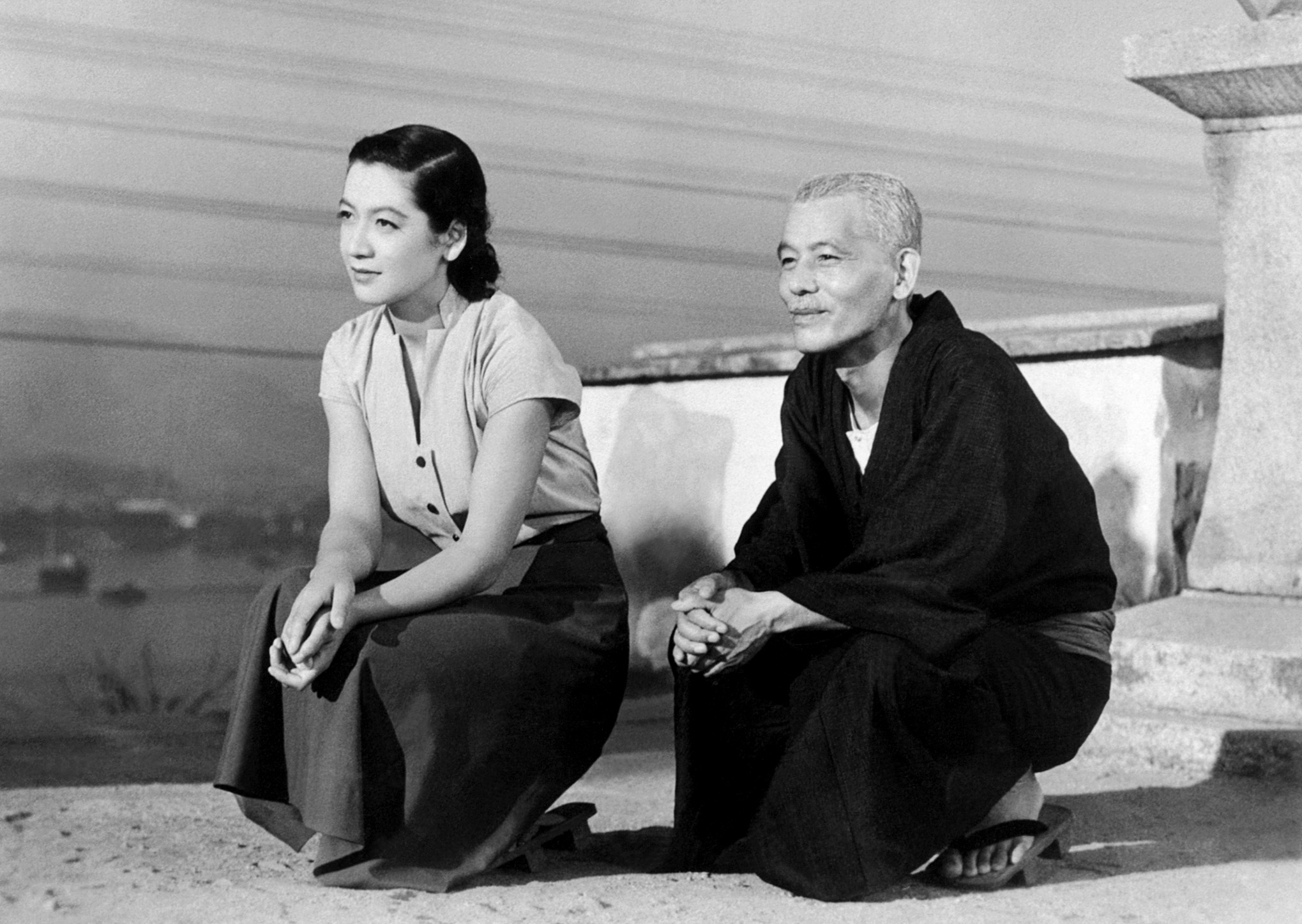
L'acteur fétiche de Ozu, Chishū Ryū dans Voyage à Tokyo (1953, avec Setsuko Hara).

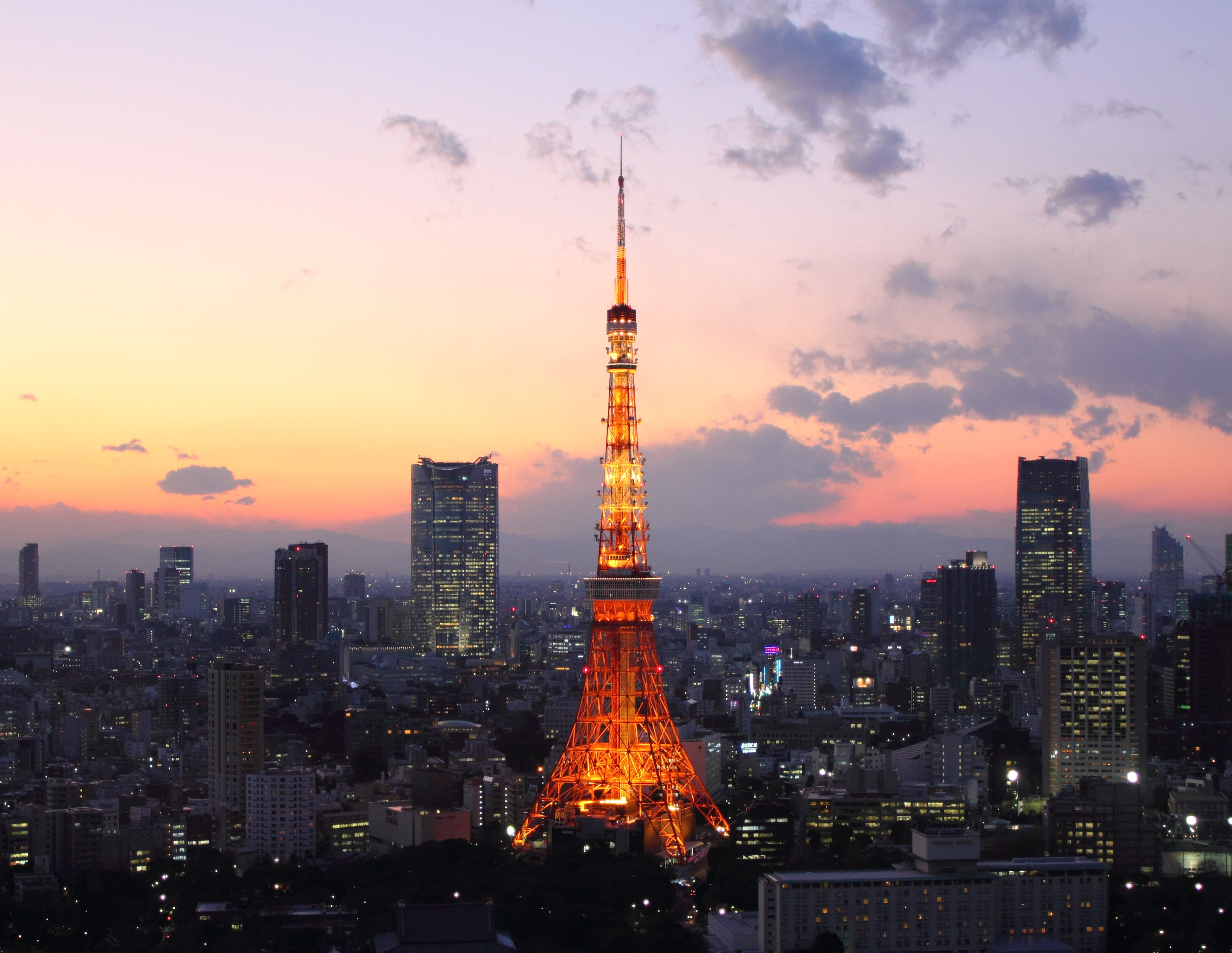
La tour de Tōkyō, en haut de laquelle Werner Herzog se livre (séquence Recherche d'images).

1. Réflections sur Ozu
2. Tokyo
3. Le centre du monde
4. Chishū Ryū
5. Mu[1]
6. Amusements
7. Nourriture en cire[2]
8. Recherche d'images
9. Trains
10. Yūharu Atsuta
11. Un adieu

## Fiche technique

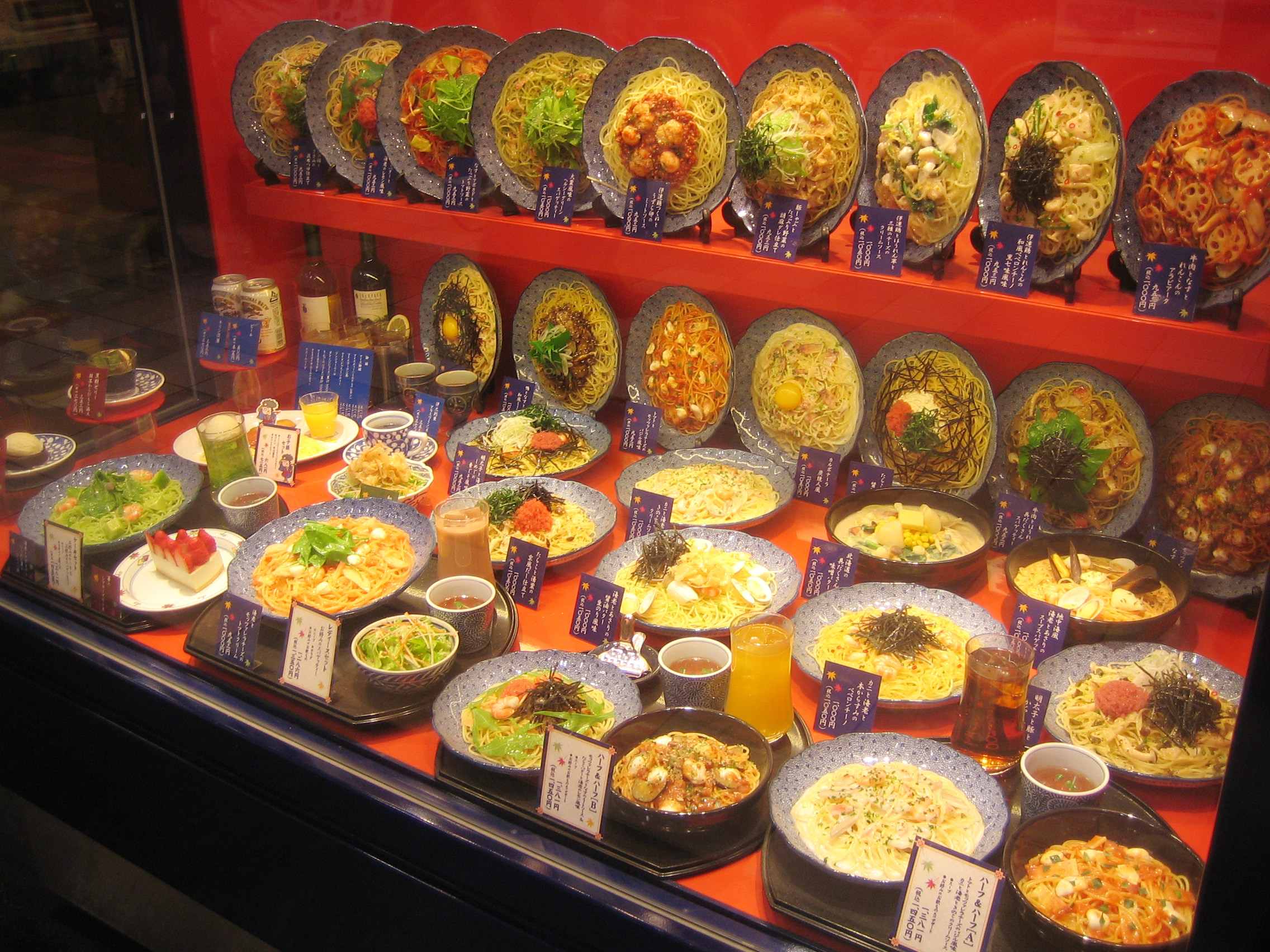
Sampuru auxquels est consacrée la séquence Nourriture en cire.

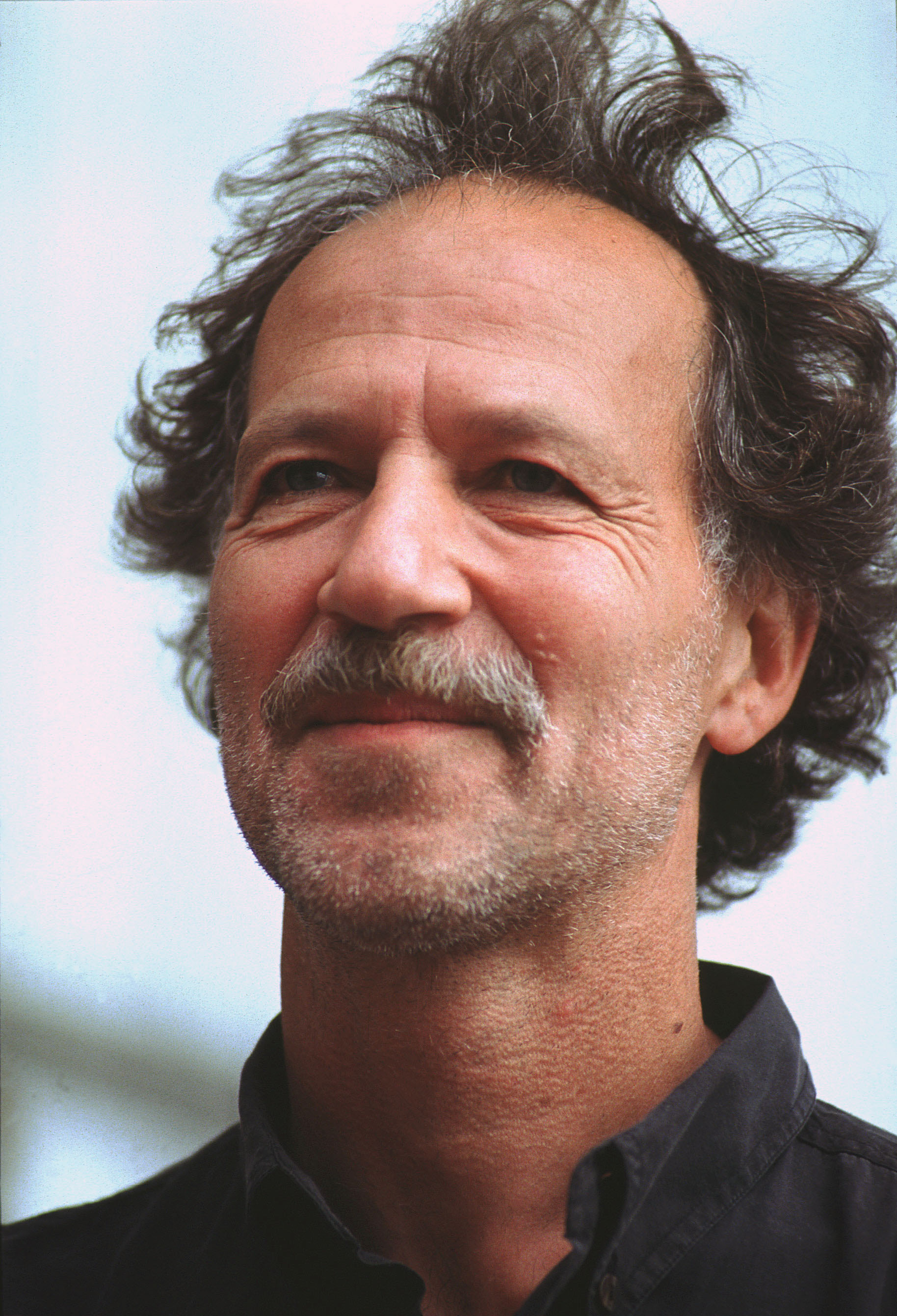
Werner Herzog en 1991.

- Titre : Tokyo-Ga
- Réalisation : Wim Wenders
- Scénario : Wim Wenders
- Musique : Laurent Petitgand
- Photographie : Edward Lachman
- Pays d'origine : Allemagne de l'Ouest
- Format : Couleurs - Mono - 35 mm
- Genre : Documentaire
- Durée : 92 minutes
- Dates de sortie :
  -  Allemagne de l'Ouest : 24 avril 1985
  -  France : 20 novembre 1985

## Distribution
- Chishū Ryū : lui-même
- Werner Herzog : lui-même
- Yūharu Atsuta : lui-même
- Chris Marker : lui-même (non crédité)